# Midzomergracht

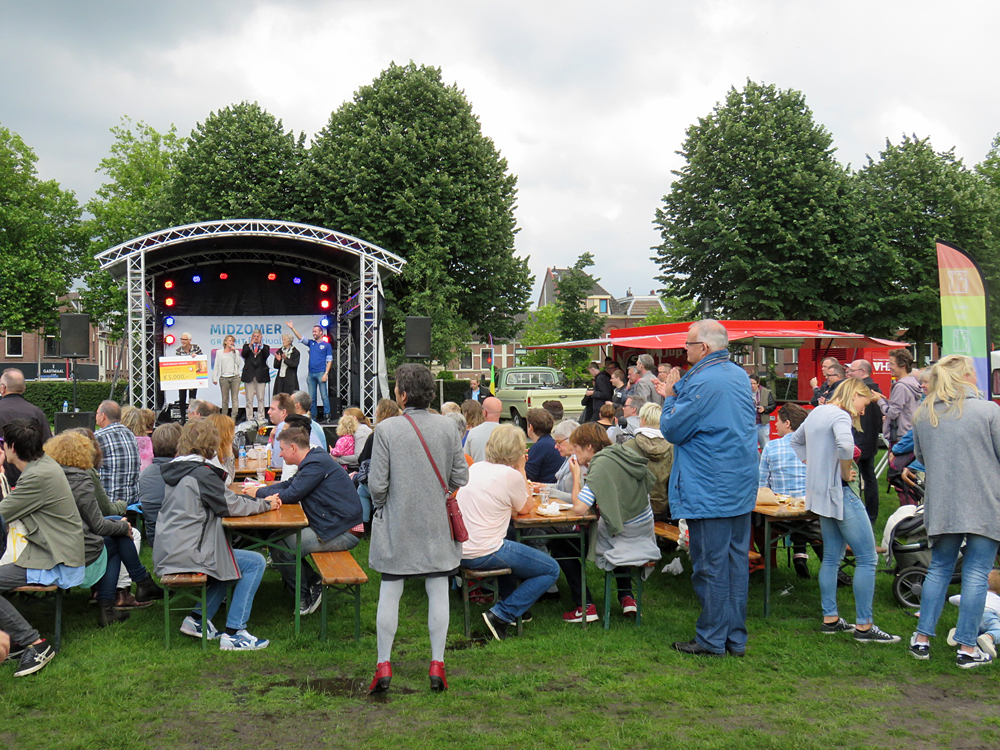
De Parkdag van het Midzomergracht Festival 2016 tijdens de uitreiking van de Annie Brouwer-Korfprijs

Midzomergracht was een homocultureel festival dat van 1997 tot en met 2019 jaarlijks in de stad Utrecht plaatsvond. Het festival werd georganiseerd door Stichting de Overkant met steun van de gemeente Utrecht en bijdragen van een aantal fondsen, organisaties en bedrijven. 
De 24e editie van het Midzomergracht festival in juni 2020 werd afgelast wegens de coronapandemie. Daarna werd het evenement niet meer georganiseerd, waarna de organisator in juli 2023 bekendmaakte dat het Midzomergracht festival niet meer wordt voortgezet.

## Naam
De naam Midzomergracht refereert zowel aan de Oudegracht, waar op en rond de middeleeuwse werven het festival aanvankelijk werd georganiseerd, als aan de midzomernacht, de langste dag van het jaar (21 juni). Juni is bovendien de maand waarin wereldwijd de meeste Gay Pride-parades plaatsvinden, die in Nederland onder de naam Roze Zaterdag elk jaar in een andere stad gehouden wordt. In 1998 en 2013 was Roze Zaterdag in Utrecht en vormde daarmee het afsluitende hoogtepunt van het Midzomergracht Festival.

## Activiteiten

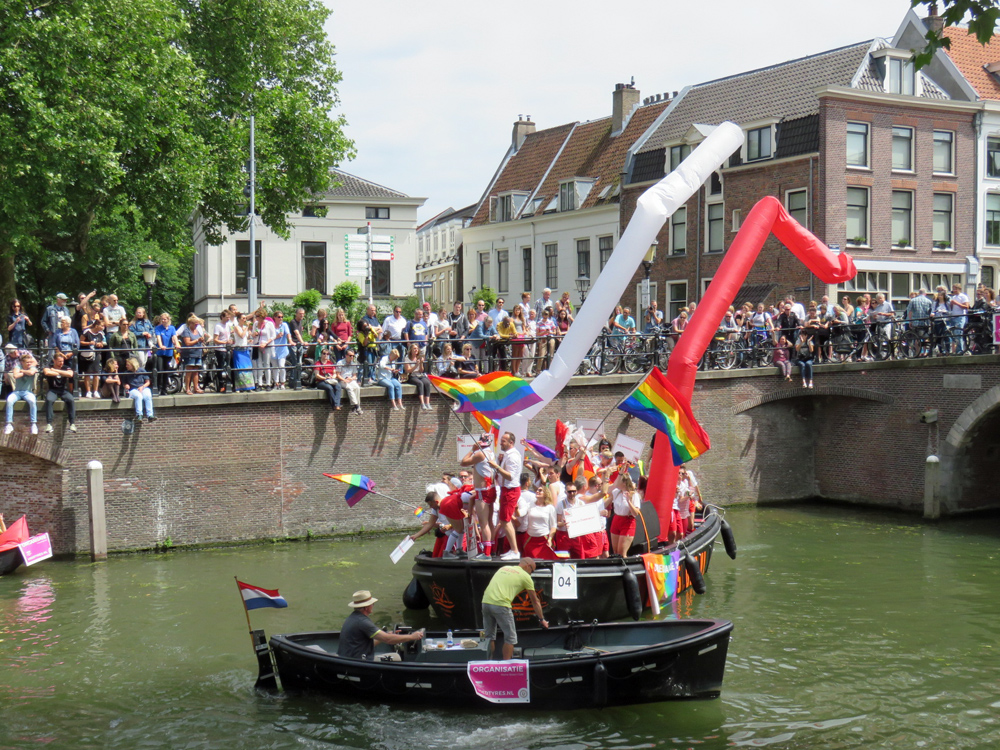
Impressie van de eerste Utrecht Canal Pride op 17 juni 2017

Het Midzomergracht Festival duurde de laatste edities 10 dagen en trok in totaal zo'n 12.000 bezoekers. Tijdens het festival, dat geheel door vrijwilligers werd georganiseerd, vonden uiteenlopende activiteiten plaats, zoals exposities, workshops, theatervoorstellingen, lezingen, literaire bijeenkomsten, stadswandelingen, debatten, feesten, films, sportieve activiteiten en muzikale optredens. In 2016 organiseerden bijna 60 organisaties ruim 100 activiteiten. De afsluiting van het festival was de Parkdag, een openluchtevenement met een veeltal van gratis activiteiten in het Griftpark.
In 2017 begon het festival voor het eerst met de Utrecht Canal Pride, een optocht van 25 versierde boten over de Oudegracht naar het voorbeeld van de Canal Parade van de Amsterdam Gay Pride. De Utrechtse parade trok zo'n 20.000 bezoekers. Ook in 2018 vormde de Utrechtse botenparade nog het begin van het Midzomergracht festival, maar in 2019 ging de Utrecht Canal Pride als zelfstandig evenement verder.

## Geschiedenis
De gemeente Utrecht kende sinds 1986 een homo- en lesbisch emancipatiebeleid om de maatschappelijke integratie van deze groepen te bevorderen. Als een concreet uitvloeisel daarvan werd in 1997 op initiatief van de gemeente en in samenwerking met homo-organisaties de Roze Lente georganiseerd. Deze duurde van 13 mei tot en met 22 juni en omvatte een reeks van homoculturele activiteiten om "homoseksualiteit zichtbaar te maken voor de stad en het zorgen voor een grotere mate van tolerantie en acceptatie bij een brede laag van de bevolking."
Er was onder meer een speciale festivalkrant uitgebracht en ter afsluiting vond op het water, de werven en de straten van de Oudegracht het tweedaagse MidzomerGrachtspektakel plaats. Dit was een "heterovriendelijk homofeest", waarvan de praktische organisatie was overgelaten aan de uitbaters van de lokale homohoreca: café Bodytalk, café de Wolkenkrabber en discotheek De Roze Wolk. Zij hadden daartoe de stichting De Overkant opgericht.
Op 20 juni 1998 vond het MidzomerGrachtspektakel opnieuw plaats, ditmaal als start van vijf Roze Lentedagen die werden afgesloten met de Roze Zaterdag op 27 juni. Daarna ging MidzomerGracht als zelfstandig festival verder, formeel los, maar nog wel in nauwe samenwerking met de plaatselijke homohoreca. Omdat er meteen al ook enkele duizenden mensen uit de rest van Nederland op MidzomerGracht waren afgekomen, kreeg het evenement een landelijke uitstraling.
In 1999 werd Midzomergracht uitgebreid tot een cultureel festival dat een week duurde. In dat jaar begon het evenement met een Mega PANN-feest en een internationaal volleybaltoernooi en werd het afgesloten met een klassiek openluchtconcert en het traditionele Midzomergracht Spektakel in de openlucht rond een brug over de Oudegracht. Het openingsfeest op een centrale locatie in Utrecht is sindsdien een vast onderdeel van het festival gebleven.

## Annie Brouwer-Korfprijs
In 2007 riep de organisatie van het Midzomergracht Festival een prijs in het leven voor mensen of organisaties die zich bijzonder inzetten voor de emancipatie en acceptatie van homo- en biseksuelen. De jaarlijkse prijs is genoemd naar de toenmalige burgemeester van Utrecht, Annie Brouwer-Korf, en bestaat uit een geldbedrag van 5000 euro. Sinds 2023 wordt de prijs uitgereikt als onderdeel van het Utrecht Queer Culture Festival, op 11 oktober, Coming-Outdag.
Winnaars van de Annie Brouwer-Korfprijs zijn:
- 2007: Burgemeester Annie Brouwer-Korf
- 2008: Historica Judith Schuyf
- 2009: Marischka Verbeek, beherend vennoot Lhbt-boekhandel Savannah Bay (voorheen De Heksenketel)[7]
- 2010: Jacques Drabbe, erelid van COC Midden-Nederland
- 2011: Homojongerenorganisatie Stichting PANN
- 2012: Feibe Zweers, eigenaar van homocafé Bodytalk
- 2013: Homomannenkoor Cantatori Del Duomo
- 2014: Werkgroep Cocktail van COC Midden Nederland
- 2015: Utrecht Gender Divers
- 2016: Theater AanZ
- 2017: Breaking Borders, documentaire over een LHBTI-vluchteling
- 2018: Jan Scheepstra, o.a. eigenaar van homodisco De Roze Wolk (postuum toegekend)
- 2019: Games [4Diversity]
- 2020: Burgemeester Jan van Zanen
- 2021: Elias van Mourik, initiatiefnemer van een regenboogfietspad
- 2022: Utrecht Pride
- 2023: Queer Film Festival Utrecht
- 2024: Utrecht Ballroom Scene